# Paolo Scarso

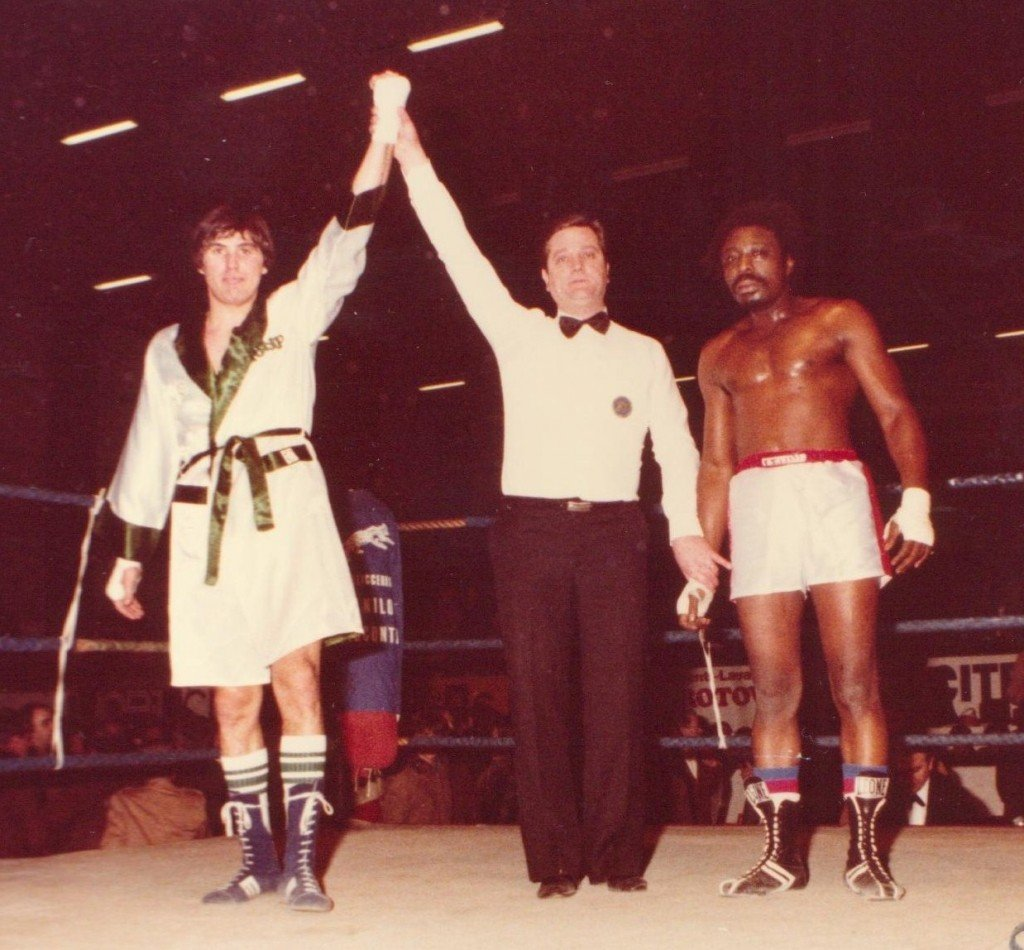

Paolo Scarso (Ponte San Nicolò, 30 maggio 1943 – Padova, 5 ottobre 2004) è stato un dirigente sportivo e arbitro di pugilato italiano, dal 2002 fra i membri del World Boxing Council (W.B.C.).

## Biografia
Considerato tra i più affermati arbitri e giudici di gara a livello nazionale, entrò a far parte della Federazione Pugilistica Italiana (FPI) nel 1973 raggiungendo in breve tempo la qualifica di responsabile degli arbitri di pugilato di tutto il triveneto. Oltre ad affermarsi come dirigente sportivo nel territorio nazionale, nel 1992 divenne arbitro internazionale European Boxing Union (E.B.U.) e fu il primo arbitro proveniente dal Nordest (Veneto, Friuli-Venezia Giulia e Trentino-Alto Adige) a raggiungere il livello Mondiale World Boxing Council (W.B.C.) nel 2002.

## Carriera sportiva
Tra i numerosi incontri arbitrò la finale per il titolo europeo E.B.U. dei pesi gallo tra Johnny Bredahl e Alexander Yagupov ad Holbæk, Danimarca; la finale dei pesi mediomassimi E.B.U. tra Danilo Haussler e Glenn Catley a Francoforte, in Germania. La finale E.B.U. dei pesi mediomassimi tra Richie Woodhall e Zdravko Kostic a Telford in Inghilterra; la finale per il titolo dei pesi massimi E.B.U. tra Henry Akinwande e Axel Schulz disputata a Berlino, Germania, fu arbitro anche dell'incontro per il titolo vacante dei pesi gallo E.B.U. tra Johnny Bredahl e Kamel Guerfi disputata a Copenaghen in Danimarca. 
Fu giudice nella la finale del campionato europeo di pesi mosca E.B.U. tra Luigi Camputaro e Salvatore Fanni in Sardegna. Fu giudice anche nella finale per il titolo supergallo E.B.U. tra Spencer Oliver e Martin Krastev disputata ad Edmonton nel Regno Unito. Giudicò anche il match finale dei pesi massimi E.B.U. tra Przemyslaw Saleta e Luan Krasniqi a Dortmund in Germania. La finale per il titolo europeo E.B.U. dei pesi welter tra Gary Jacobs e Tusikoleta NkalanketeIl disputata a Hauts-de-Seine, Francia.
Il match mondiale dei pesi massimi leggeri W.B.C. tra Vincenzo Cantatore e Héctor Alfredo Ávila a Milano; la finale per il titolo mondiale dei pesi medi W.B.C. tra Cristian Sanavia e Ramon Pedro Moyano a Piove di Sacco (PD); il match mondiale dei pesi welter W.B.C. tra Carlos Baldomir e Hasan Al a Brøndby in Danimarca. 
Il match per il titolo europeo E.B.U. dei pesi gallo tra Michael Brodie e Sergey Devakov disputato a Manchester in U.K.. L'incontro valevole per il titolo mondiale dei pesi gallo W.B.C. tra Veeraphol Sahaprom e Julio Coronel a Nonthaburi in Thailandia. La finale per il titolo mondiale dei pesi piuma W.B.C. tra Érik Morales e Kevin Philip Kelley a El Paso, Texas USA, la finale mondiale W.B.C. per il titolo dei pesi massimi leggeri tra Thomas Ulrich e Graciano Rocchigiani a Stoccarda in Germania.
Fu anche citato nell'articolo della Gazzetta dello sport "Il pugile e l'arbitro, storia di riconoscenza" a seguito dell'aiuto dato al pugile Salvatore Inserra, finito in cattive acque, per preparare l'incontro per il titolo nazionale dei pesi massimi FPI contro Francesco Spinelli, offrendogli un posto di lavoro in uno degli stabilimenti di macellazione di carni bianche di famiglia.
A seguito dell'incontro vinto da Spinelli offrì un lavoro anche a quest'ultimo, come riportato nell'articolo della Gazzetta dello sport "Spinelli abbatte l'amico Inserra "Ho dimostrato di valere l'Europa - Il milanese ed il palermitano si allenano insieme e tra poco lavoreranno nella stessa ditta.", per aiutarlo economicamente e permettergli di allenarsi con tranquillità ai successivi incontri.

## Premi e riconoscimenti

Stella di Bronzo al merito Sportivo C.O.N.I.

A seguito della lunga e proficua carriera di arbitro e giudice professionista gli fu conferita la Stella di bronzo al merito sportivo C.O.N.I. nell'anno 2003. (Numero di brevetto: 8506)

MeritoSportivo3-2015

## Curiosità
Paolo Scarso è stato un imprenditore di successo, noto per la gestione insieme ai suoi fratelli della storica azienda di macellazione di pollame. Inoltre, ha lasciato un'impronta indelebile nel panorama gastronomico di Padova, fondando insieme all'amico Rino Borsetto la Nova Salumeria. Situata nel cuore del mercato coperto di Padova, la Nova Salumeria è diventata un punto di riferimento per i residenti della città e oltre.
"Per tre generazioni, la Nova Salumeria ha servito una clientela variegata, che includeva anche le famiglie più abbienti del centro storico di Padova. Il negozio è stato insignito più volte del titolo di miglior gastronomia/salumeria di Padova, grazie alla sua selezione di prodotti di alta qualità e alla sua atmosfera accogliente e autentica.
La Nova Salumeria è stata pioniera nell'introdurre a Padova una vasta gamma di prelibatezze gastronomiche, tra cui il tartufo d'Alba, il foie gras, il salmone scozzese artigianale, il formaggio di fossa, il prosciutto Patanegra e una selezione di vini e champagne pregiati."
Paolo Scarso non era solo un imprenditore di successo e un arbitro di pugilato stimato, ma anche un creativo inventore di nomi. Si deve a lui la scelta del nome Giancol S.p.A, l'azienda produttrice di adesivi leader in Italia.